# كوبو

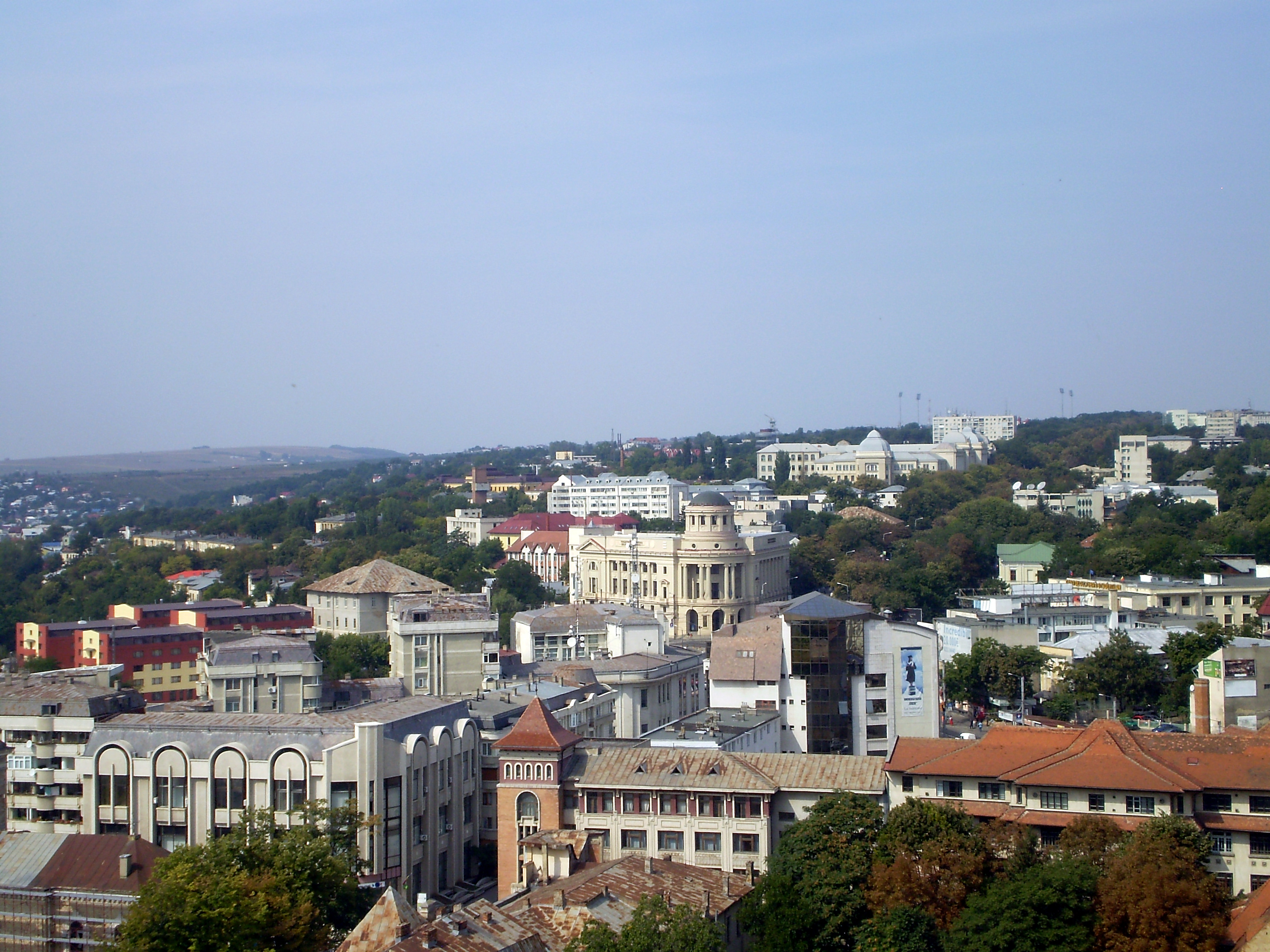

كوبو هي منطقة في مدينة ياش في رومانيا، تطورت المنطقة في السنوات الأخيرة وكثرت بها الأشجار وباعة الورد. يوجد بها منتزه يضم أنواع مختلفة من الورود وتعتبر من أجمل المناطق في المدينة ويوجد بها الكثير من الجامعات.

## أقسامها
المنطقة الوسطى والمنطقة الشمالية والمنطقة الجنوبية.

## أهميتها
تعتبر منطقة تاريخية مهمة في مدينة ياش وتحتوي على الكثير من المنازل القديمة، ويوجد في كوبو جامعة اليكساندروا ايوان كوزا وهي جامعة عريقة في رومانيا مم أدى إلى أزدهار المنطقة منذ القرن الثامن عشر ميلادي وأنتشرت المحلات والمنازل حول الجامعة بكثرة، تحتوي المنطقة على ملعب لفريق بولي ياش.